# Гозберт (епископ Женевы)
Гозберт (Гозиберт; лат. Gosbertus или Gauzibertus; VIII век) — епископ Женевы во второй половине VIII века.

## Биография
Гозберт — один из глав Женевской епархии времён Тёмных веков Средневековья, о которых почти ничего не известно. В наиболее раннем из сохранившихся средневековых списков глав местной епархии, созданном в XI веке при епископе Фредерике, предшественником Гозберта на епископской кафедре в Женеве назван Леутерий, а преемником — Вальтерн. Однако средневековые каталоги местных епископов содержат значительные неточности и ряд их сведений о главах Женевской епархии Раннего Средневековья считаются ошибочными. В том числе, из одиннадцати упоминавшихся в таких списках епископов между жившим в середине VII века Паппулом II и жившим в первой половине IX века Альтадом достоверные свидетельства имеются только о трёх: Этоальде, Гозберте и Вальтерне.
О происхождении и ранних годах жизни Гозберта сведений не сохранилось. Неизвестны и точные даты нахождения его на епископской кафедре. Упоминание о предшествовавшем Гозберту женевском епископе Этоальде относится к 664 году. Единственное же свидетельства о самом Гозберте в современных ему исторических источниках датируется 769 или 770 годом. Тогда папа римский Стефан III (IV) направил правителям Франкского государства Карлу Великому и Карломану письмо с поздравлениями по случаю их примирения. В свою очередь, франкские монархи в капитулярии проинформировали об этом послании иерархов своего государства. Среди адресатов этого документа названы государевы посланцы Гозберт, Фулькберт, Ансфред и Хельмагирий. Хотя епархия, которой управлял Гозберт, в капитулярии не указана, считается, что это была Женевская епархия.
В одном из средневековых списков женевских епископов сообщается, что Гозберт управлял епархией шестнадцать лет. Предполагается, что он умер не позднее 800 года, так как тогда епископом Женевы уже был Вальтерн.